# 조성환 (1970년)
조성환(趙城煥, 1970년 10월 16일 ~ )은 대한민국의 전직 축구 선수 출신 축구선수이다.

## 클럽 경력
마산공업고등학교와 아주대학교를 졸업하고 1993년 제주 SK(전 유공 코끼리)에 입단하여 사회복무요원으로 군 복무한 1995년과 1996년을 제외하고 2001년 은퇴할 때까지 7시즌간 원클럽맨으로 활약하는 동안 공식전 230경기 4골·19어시스트를 기록하며 1994년 K리그 준우승, 1994년 아디다스컵 우승, 1998년 아디다스컵 준우승, 1998년 필립모리스컵 준우승, 1999년 K리그 3위, 2000년 K리그 준우승, 2000년 FA컵 4강, 2000년 대한화재컵 우승에 기여했고 1999년 대한화재컵에서는 어시스트상을 수상하는 영예를 안았다.

## 지도자 경력

### 전북 현대 모터스
2001년 선수 은퇴 후 2002년 전북 현대 모터스의 코치로 본격적인 지도자 커리어를 시작한 뒤 이듬해인 2003년에는 전북의 플레잉 코치로 활동하며 그 해 전북의 3년만의 FA컵 정상 탈환을 이끌었다.
이후 모교인 마산공업고등학교 코치를 잠시 맡았다가 2004년 전북으로 복귀하여 2007년까지 코치를 역임하며 2004년 슈퍼컵 우승, 2004년 삼성 하우젠컵 3위, 2004년 AFC 챔피언스리그 4강, 2005년 FA컵 우승, 2006년 슈퍼컵 준우승, 2006년 AFC 챔피언스리그 우승 등에 기여했으며 2008년부터 3년간 전북의 U-18 유스팀인 전주영생고등학교의 감독을 맡아 2011년 문화체육관광부장관배 전국고교축구대회 우승을 이끌었다.

### 제주 유나이티드
2013년 친정팀 제주 유나이티드의 2군 감독으로 취임하여 2014년까지 팀을 맡다가 2014 시즌 종료 후 당시 감독인 박경훈 현 수원 삼성 블루윙즈 단장이 감독직에서 사임하자마자 친정팀 제주의 후임 사령탑으로 부임했지만 리그가 진행 중이던 2016년 10월 AFC 챔피언스리그 출전팀 감독의 P급 자격 요구 문제로 인해 잠시 수석코치로 내려와 2016년 K리그1 3위 및 2017년 AFC 챔피언스리그 플레이오프 진출을 이끌었고 2016 시즌을 마친 후 아시아 축구 연맹에서 이에 대한 규정을 완화하면서 감독직으로 복귀했는데 그 당시 P급 자격 강습회에 참가 중이었다.
그 후 2017년 K리그1 준우승, 2017년 AFC 챔피언스리그 16강 진출 등의 성과를 이끌어냈고 2018년 K리그1에서는 2018년 FIFA 월드컵 브레이크 때까지는 2위까지 끌어올렸다.
그러다가 월드컵 브레이크 이후인 2018년 7월 7일 수원 삼성 블루윙즈와의 15라운드 승리 이후 30라운드까지 리그 15경기에서 8무 7패의 최악의 성적을 남겼음에도 31라운드부터 33라운드까지 3연승을 기록하며 상위스플릿 진출에 성공했고 상위스플릿 5경기에서도 3승 1무 1패의 준수한 성적을 거두며 5위로 시즌을 마쳤다.
그러나 차기 시즌인 2019년 K리그1에서는 9라운드까지 4무 5패로 강등권까지 추락하는 최악의 부진을 보이면서 팬들로부터 엄청난 질타를 받았고 결국 9라운드 이후인 2019년 5월 2일 제주 감독직에서 사퇴하면서 6년간 몸 담았던 제주와의 동행을 마무리했으며 이후 제주는 최윤겸 감독이 사령탑을 맡았으나 결국 팀의 강등을 막지는 못했다.

### 인천 유나이티드
제주의 감독에서 물러나고 1년 3개월 동안 야인으로 지내다가 임완섭 감독의 후임으로 2020년 8월 7일 인천 유나이티드의 사령탑으로 취임한 뒤 인천 감독 데뷔전인 성남 FC와의 2020년 K리그1 15라운드 경기에서 0-2로 패했지만 부임 후 리그 13경기에서 7승 1무 5패의 성적을 거두며 강등 위기에 빠진 인천의 기적적인 K리그1 잔류를 이끌었다.
그리고 2022년 K리그1에서는 리그 33경기에서 12승 13무 8패를 기록하며 인천 구단 역사상 첫 상위 스플릿 진출이라는 쾌거를 이끌어 냈고 비록 파이널 A 5경기에서 1승 2무 2패로 부진했지만 최종 4위로 2005년 준우승 이후 17년만에 인천 구단 리그 최고 성적을 이뤄내며 2023-24년 AFC 챔피언스리그 예선 플레이오프 진출을 이끌어냈다.

## 수상

### 클럽 (선수)
제주 유나이티드
- K리그1 : 준우승 (1994, 2000), 3위 (1999)
- FA컵 : 4강 (2000)
- 리그컵 : 우승 (1994 아디다스, 2000 대한화재), 준우승 (1998 아디다스, 1998 필립모리스)

### 클럽 (지도자)
전북 현대 모터스 (플레잉코치)
- FA컵 : 우승 (2003)

전북 현대 모터스 (코치)
- FA컵 : 우승 (2005)
- 리그컵 : 3위 (2004 삼성 하우젠)
- AFC 챔피언스리그 : 우승 (2006), 4강 (2004)
- 슈퍼컵 : 우승 (2004), 준우승 (2006)

제주 유나이티드 (수석 코치·감독)
- K리그1 : 준우승 (2017), 3위 (2016)

인천 유나이티드
- K리그1 : 4위 (2022)

### 개인
- 리그컵 어시스트상 : 1999 대한화재